# Nanomitrium thelephorothecum
Nanomitrium thelephorothecum là một loài rêu trong họ Ephemeraceae. Loài này được Florsch. mô tả khoa học đầu tiên năm 1964.